# Liste der Monuments historiques in Ittenheim
Die Liste der Monuments historiques in Ittenheim führt die Monuments historiques in der französischen Gemeinde Ittenheim auf.

## Liste der Objekte
| Bezeichnung   | Beschreibung | Standort                                      | Kennzeichnung | Schutzstatus | Datum | Bild           |
| ------------- | --- | --------------------------------------------- | ------------- | ------------ | ----- | -------------- |
| Orgel         | 1703 von Andreas und Gottfried Silbermann für das Kloster Ste-Marguerite in Straßburg gebaut, 1793 nach Ittenheim versetzt, 1906 Neubau des Instrumentalteils durch Gebrüder Link | in der protestantischen Kirche St-Gall (Lage) | PM67001030    | Classé       | 1977  | weitere Bilder |
| Orgelprospekt | 1703 von Andreas und Gottfried Silbermann für das Kloster Ste-Marguerite in Straßburg gebaut, 1793 nach Ittenheim versetzt, 1906 Neubau des Instrumentalteils durch Gebrüder Link | in der protestantischen Kirche St-Gall (Lage) | PM67000608    | Classé       | 1977  | weitere Bilder |